# Francesco Lanfranchi
Francesco Lanfranchi (1610 – 1669) è stato un architetto italiano, attivo a Torino nella seconda metà del XVII secolo.
Le maggiori opere del Lanfranchi, tutte a Torino, sono:
- Chiesa dell'Annunziata, 1632, non più esistente
- Galleria Umberto I, primo progetto
- Chiesa della Visitazione, 1657-1660
- Chiesa di San Rocco, 1663-1668
- Palazzo di Città, 1658-1665

cui va aggiunta la
- Chiesa di San Rocco a Carmagnola, 1668
- Chiesa dell'Arciconfraternita di Santa Croce a Caramagna Piemonte 1668-1670

Si occupò anche di alcune decorazioni del Palazzo Reale di Torino, e dell'altare maggiore (1664) della Basilica del Corpus Domini, sempre a Torino.
Il figlio Carlo Emanuele fu anch'egli architetto.